# Distrito electoral de East Bayard (condado de Morrill, Nebraska)
East Bayard (en inglés: East Bayard Precinct) es un distrito electoral ubicado en el condado de Morrill en el estado estadounidense de Nebraska. En el Censo de 2010 tenía una población de 1158 habitantes y una densidad poblacional de 4,36 personas por km².

## Geografía
East Bayard se encuentra ubicado en las coordenadas 41°46′54″N 103°15′20″O / 41.78167, -103.25556. Según la Oficina del Censo de los Estados Unidos, East Bayard tiene una superficie total de 265.45 km², de la cual 265.07 km² corresponden a tierra firme y (0.15%) 0.39 km² es agua.

## Demografía
Según el censo de 2010, había 1158 personas residiendo en East Bayard. La densidad de población era de 4,36 hab./km². De los 1158 habitantes, East Bayard estaba compuesto por el 92.57% blancos, el 0.26% eran afroamericanos, el 0.6% eran amerindios, el 0.52% eran asiáticos, el 3.71% eran de otras razas y el 2.33% pertenecían a dos o más razas. Del total de la población el 12.44% eran hispanos o latinos de cualquier raza.